# Louis Blériot
Louis Blériot (Cambrai, 1872. július 1. – Párizs, 1936. augusztus 2.) francia mérnök, konstruktőr, pilóta, a repülés egyik úttörője. A La Manche csatorna átrepülésével véghez vitte a repülés történetének első tenger feletti távrepülését.

## A tenger feletti átrepülés története
A tenger feletti repülés nagyon régóta foglalkoztatja az emberek fantáziáját. 1785. január 7-én Jean-Pierre Blanchard és John Jeffries francia léghajós pilóták Angliából Franciaországba repültek. A sikeres repülés hatására egymás után történtek az oda–vissza átrepülések. A Daily Mail neves sajtókiadó 25 000 frank pályadíjat tűzött ki a La Manche csatorna repülőgéppel történő átrepülésére. Hubert Latham és Blériot volt a legesélyesebb a próbálkozásra.
Blériot 1909. július 13-án repülőgépével megtette az Étampes és Chevilly közötti 42 kilométeres utat, ami jóval több, mint a Csatorna Calais és Dover közötti 33 km-es szélessége. Ez a repülése egy csapásra híressé tette. A Francia Akadémia 4500 frank jutalommal ismerte el teljesítményét.
A Csatorna átrepülésére Latham 1909. július 19-én indult elsőnek, de a motor 10 kilométerre a francia partoktól 300 méter magasságban leállt. Siklórepüléssel szállt le a tengerre.
Blériot 1909. július 25-én indult a repülés történetének első tenger feletti távrepülésére. Az indulás előtt próbarepülést hajtott végre a Blériot XI típussal, ellenőrizve a gép technikai állapotát. Saját tervezésű és építésű monoplánja 300 kilogramm súlyú volt, egy 3 hengeres, 25 lóerős Anzani motorral volt felszerelve. A pilóta és repülőgépe hajnali 4 óra 41 perckor elindult útjára. Útját neki is egy torpedóromboló biztosította. A feltűnő sötét csík (Anglia partja) öröme lendítette tovább célja felé. Navigációs műszerek hiányában az útirány meghatározását a tengeri hajók haladási iránya segítette a doveri kikötő felé. A La Manche csatorna első átrepülése a levegőnél nehezebb repülőeszközzel 31 percig tartott.

## Magyar kapcsolat
A Magyar Aero Club meghívására hazánkba érkezett. 1909. október 17-én mintegy 200 000 néző előtt nagy sikerű bemutatót tartott a Budapest-Kispest közötti katonai gyakorlótéren. Ez volt az első alkalom, hogy Magyarországon repülő szállt fel. 1910-ben ő  volt az első ember, aki repülővel átlépte a 100 km/h álomhatárt. Később gazdag repülőgépgyáros lett. Az első világháború alatt mintegy 10 000 repülőgépet adott el a francia államnak és szövetségeseinek.

## Képgaléria

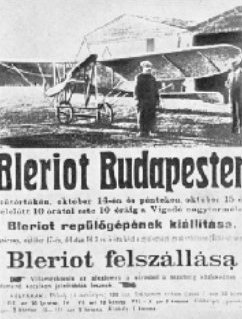
Louis Blériot budapesti bemutatójának korabeli plakátja
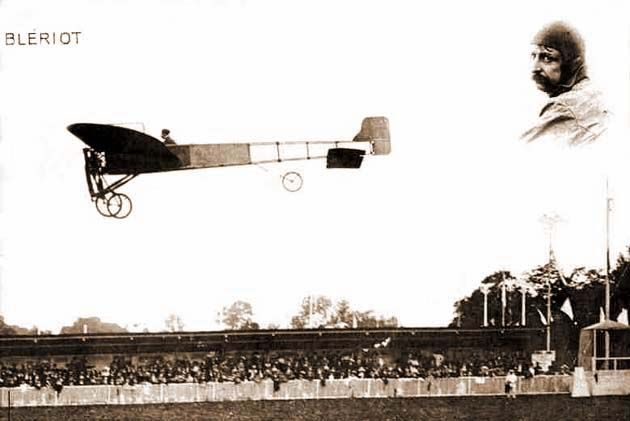
Blériot budapesti bemutatója
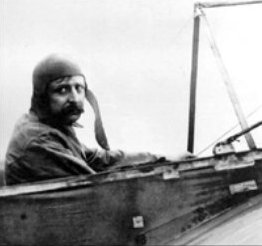
Louis Blériot a repülőgépben
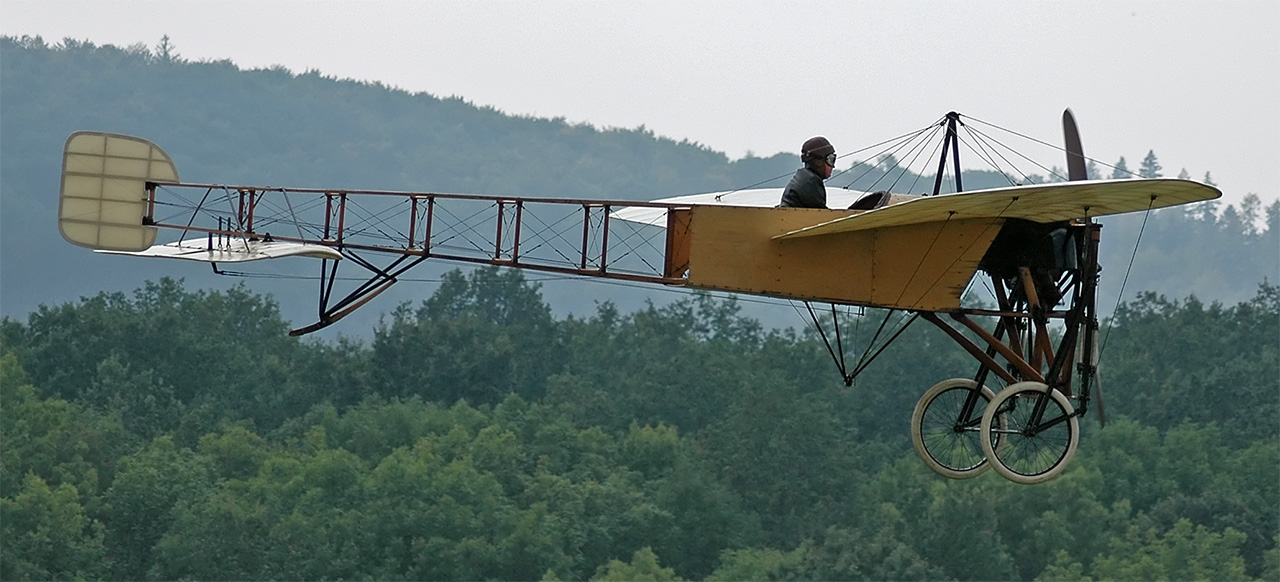